# Psathyrocaris fragilis
Psathyrocaris fragilis is een garnalensoort uit de familie van de Pasiphaeidae. De wetenschappelijke naam van de soort is voor het eerst geldig gepubliceerd in 1893 door Wood-Mason in Wood-Mason & Alcock.